# 摩菲定理

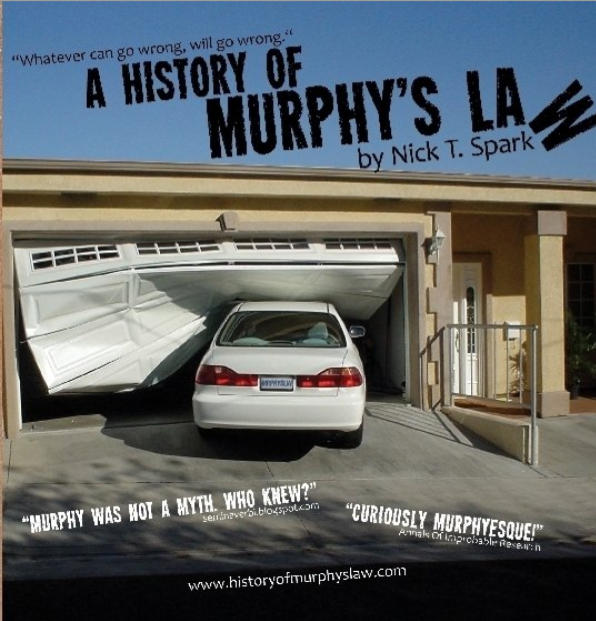
“墨菲定律史”封面

墨菲定律（英語：Murphy's Law），又譯為摩菲定律，原句是：「Anything that can go wrong will go wrong.」（如果有多過一種方式去做某事，而其中一种方式将导致灾难，则必定有人会这樣选择）。其是援引热力学第二定律，增熵原理而来。

## 应用
在科學和演算法方面與英文所謂的最坏情况假设」同義，數學用大O符號表示。例如，對插入排序來說，最惡劣情形是要排序的陣列完全倒置，必須置換n*(n-1)次才能排好。現實中，最惡劣的情況通常不會發生，但並非完全不可能發生執行時間可能仍然更短。在文化方面，它就代表著一種近似反諷的幽默，當作對日常生活中不滿的排解。用英文寫是 “If it can go wrong, it will.”

## 歷史
墨菲定律自古以來即有，如民謠所說：“麵包落地的時候，永遠是抹奶油的一面著地。”
墨菲定律的名稱據說可追溯至1948至49年，美國空軍John Paul Stapp上校領導MX981研究計劃時，想用高速載人工具火箭雪橇測試火箭減速時的G力，團隊的工程師小愛德華·A·墨菲在試作時讓助理連接線路到受試黑猩猩的安全帶上的感應器，結果讀數卻是零，後來才發現所有感應器都接反了，墨菲因此感嘆說一件事可能出錯時就一定會出錯。

## 採用此定律的設計
這句話可以作為對消費者使用某物品時可能出的錯及一切所構成的不便，預測最壞結果以防治之用，即為所謂的防呆。如3.5吋軟碟就設計成只有一種方法可以插進機中，正是應用了這定律。

## 科學觀點
理察·道金斯認為莫非定律是胡說；該定律需要無生命的物體能有自己的想望，或根據人的想望反應。道金斯指出，某些類型的事件可能一直發生，但只有當它們成為令人討厭的事件時才注意到。他以此為例──干擾拍攝的飛機噪音。飛機一直都在空中，但只有在飛機噪音引起問題時，才注意到飛機。這是確認偏見，研究者總是尋找支持自己想法的證據，但不尋找反對自己想法的證據。

## 相關作品與應用
- 危機管理
- 防呆
- 無限猴子定理
- 米羅的莫非命運